# Annales Xantenses

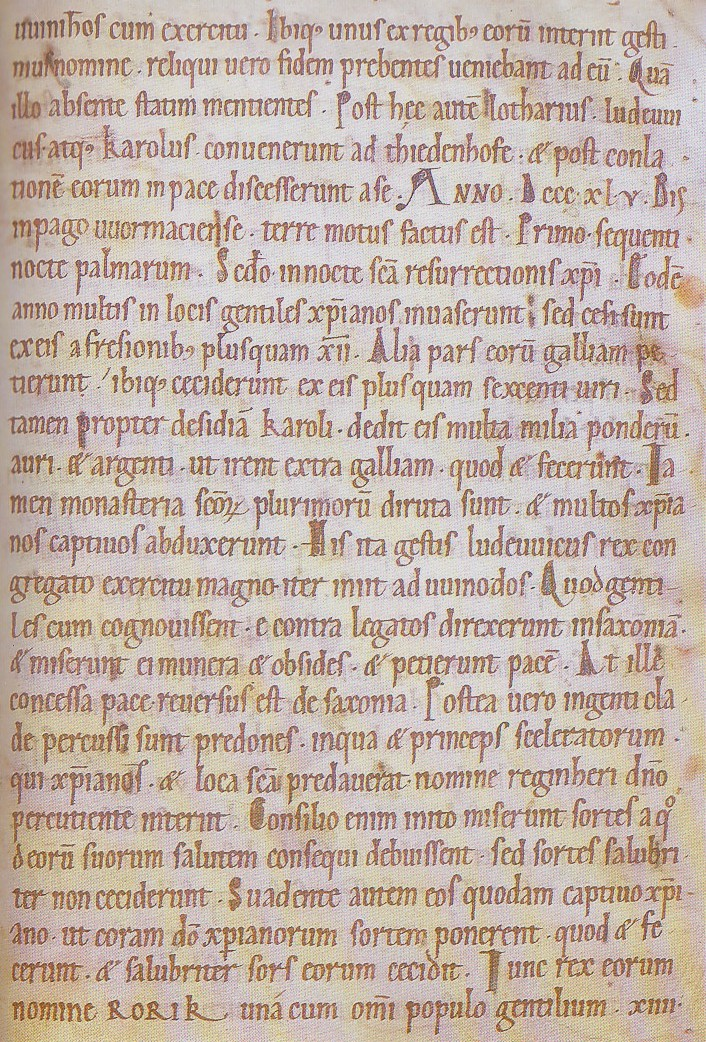
Pagina van de Annales Xantenses.

De Annales Xantenses of Annalen van Xanten zijn een reeks van annalen, waarschijnlijk geschreven in de Abdij van Lorsch betreffende de periode 832 tot 852 en in Keulen voor de periode tot 873. De auteur is waarschijnlijk Gerward, een koninklijke kapelaan, maar de voortzetter is onbekend. Voor de betreffende periode (832-873) bieden zij een onafhankelijke bron en dienen ter verificatie van de Annales Regni Francorum. De Annalen van Xanten hebben als bron gediend voor het Chronicon Egmundanum.

## Uitgaves en vertalingen
- R. Rau, Quellen zur karolingischen Reichsgeschichte, Darmstadt, 1958, p. 340-371 (Duitse vertaling).
- M. Gumpert-Hepp, J.P. Gumpert, J.J.W. Burgers, Annalen van Egmond: de Annales Egmundenses tezamen met de Annales Xantenses en het Egmondse Leven van Thomas Becket. Het Chronicon Egmundanum, Hilversum, 2007 (Nederlandse vertaling).